# 앞차기
앞차기는 무술에서 발과 정강이를 자유롭게 늘어뜨리거나 엉덩이까지 끌어당긴 상태에서 무릎을 앞으로 곧게 들어 올린 다음, 수련자 앞에서 다리를 곧게 펴서 과녁 부위를 가격하는 차기이다. 차기를 한 직후에 다리를 집어넣는 것이 상대가 다리를 잡으려고 시도하는 것을 피하고 안정적인 자세로 돌아가는 것이 바람직한 방식으로 여겨진다.

기술된 앞차기는 가라테나 태권도의 전형적인 기본 앞차기이다. 그러나 앞차기는 전방으로 직접 차는 것 외에도 보다 광범위하게 정의할 수 있으며 다양한 스타일의 여러 변형을 포함할 수 있다.

## 같이 보기
- 발차기
- 한국 무술
- 레그 프레스